# Edificio del Parlamento del Líbano
El edificio del Parlamento de Líbano es una estructura del siglo XX en Beirut, capital del Líbano. Diseñado por el arquitecto Mardiros Altounian, desde su construcción es la sede del órgano legislativo del país.

## Arquitectura
El edificio fue levantado en la plaza Nejmeh entre 1935 y 1936, bajo el diseño de 1931 del arquitecto armenio Mardiros Altounian, que seguía la corriente de las «Beaux Arts». La estructura es simétrica y de estilo revivalista oriental, de manera que aglutina diferentes referencias artísticas regionales, con matices de la arquitectura neomameluca y otomana.
El material predominante es la piedra caliza, en tanto que el interior consiste en un anfiteatro con paneles de madera y paredes de yeso cinceladas, corredores de mármol con arcadas y columnatas rosadas. El techo está marcado por una cúpula, y está iluminado por un haz de luz que se filtra a través de una vidriera multicolor. La alta sala central abovedada fue considerada un entorno acústicamente complicado, que dificultaba la inteligibilidad del habla —hasta su renovación a principios de la década de 2010—. Esta zona principal en la planta baja tiene capacidad para 165 personas, incluidos los 128 diputados, y un balcón superior da cabida a unos cien invitados.

## Historia

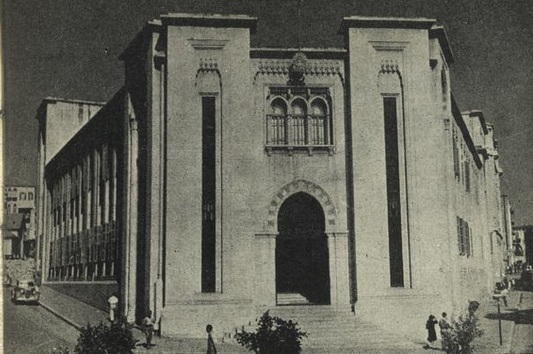
El Parlamento en 1947.

El actual edificio ocupa el antiguo terreno del foro romano de Berytus, donde se encontraba la escuela romana de derecho antes de ser arrasada por el terremoto de Beirut de 551. Durante la guerra civil libanesa el parlamento sufrió daños considerables. La guerra civil impidió que los miembros del Parlamento se reunieran en la plaza Nejmeh desde 1976 debido a las discrepancias entre los políticos cristianos y musulmanes.